# Ojrzeń (województwo mazowieckie)
Ojrzeń – wieś sołecka w Polsce położona w województwie mazowieckim, w powiecie ciechanowskim, w gminie Ojrzeń.
Przez miejscowość przebiega droga krajowa nr 50. Miejscowość jest siedzibą gminy Ojrzeń.
W latach 1954–1972 wieś należała i była siedzibą władz gromady Ojrzeń. W latach 1975–1998 miejscowość administracyjnie należała do województwa ciechanowskiego.